# Bendita mentira
Bendita mentira (lit. Bendita Mentira) é uma telenovela mexicana produzida por Jorge Lozano Soriano para a Televisa e exibida pelo Canal de las Estrellas entre 5 de agosto e 6 de dezembro de 1996. É baseada na radionovela La madrastra, original de Inés Rodena. 
Foi protagonizada por Angélica María, Mariana Levy e Sergio Catalán e antagonizada por Ana Patricia Rojo.

## Enredo
Esperanza é uma mulher que trabalha como ama de chaves na casa da família Da Mora onde vive seu filho Diego, mas ele tem crescido pensando que os Da Mora são seus pais. Diego é um rapaz de sociedade, acostumado a luxos e a viver a vida irresponsavelmente. A relação entre ele e Esperanza é muito hostil, ele a humilha e a despreza por ser uma simples empregada. Pelo contrário Carolina é uma jovem e bela mulher que vive numa casa humilde com sua mãe Goya e sua irmã Margarita, que a ajuda e apoia.
Carolina perde a sua mãe, e junto com Margarita, e o apoio de sua vizinha Petronila, luta por sair adiante. Assim, Carolina e Esperanza se desviven por conseguir o amor que tanto lhes faz falta.  Esperanza luta por obter o amor de seu filho e Carolina vive sem uma mãe a quem quer recuperar. No entanto a felicidade não chegasse tão rápido já que o pai dos Da Mora morre, deixando a Esperanza como guardião e executor de seus cinco filhos, além de Diego e Mireya estão Fabricio quem é inválido, e os menores Lili e Saúl.  Os três últimos têm-lhe um grande afeto a Esperanza, mas a morte de Dom Erasmo ocasiona a frustração de Diego e sua irmã Mireya, ambos desprezam a Esperanza e Mireya também chega a desprezar a Carolina que se apaixonou de Diego, pelo que fará todo o que esteja em sua poder para impedir a felicidade de Carolina e Esperanza.

## Elenco
- Angélica María - Esperanza
- Mariana Levy - Carolina
- Sergio Catalán - Diego De la Mora[2]
- Ana Patrícia Rojo - Mireya De la Mora
- Ramón Abascal - Fabricio De la Mora
- Constantino Costas - David Grajales/Teo
- Mariana Karr - Mariana
- Alejandra Meyer - Petrona
- Angélica Vale - Margarita
- Zully Keith - Flora
- José María Torre - Benny
- Marisol Mijares - Liliana "Lili" De la Mora
- Joel Núñez - Saúl De la Mora
- Karla Graham - Jessica
- Evita Muñoz "Chachita" - Goya
- Héctor Gómez - Don Erasmo De la Mora
- Guillermo Aguilar - Fernando Zambrano
- Socorro Avelar - Veneranda
- María Idalia - Julia
- Marina Marín - Gloria
- Alicia Montoya - Virtudes
- Gabriela Murray - Aurora
- Julio Monterde - Benjamín
- Maty Huitrón - Ramona
- Guillermo Rivas - Padre Roque
- Susana Lozano - Marypaz
- Beatriz Martínez - Amelia
- Sergio Sánchez - Edgardo
- Riccardo Dalmacci - Angelo Fontanelli
- María Prado - Ruperta
- Rubén Morales - Ramiro
- Salvador Ibarra - Agustín
- Plutarco Haza - Dr. Sandoval
- Fabián Ibarra - Omar

## Exibição
Foi reprisada pelo canal TLNovelas entre 06 de julho a 06 de novembro de 1998.

## Equipe de produção
- História original: Inés Rodena.
- Adaptação: Celia Alonso, Andrea Ordóñez.
- Co-autoras: Lila Yolanda Andrade, Tere Medina Davo.
- Edição literária: Alberto Aridjis.
- Tema de abertura: “Bendita mentira”.
- Autores: Rosita Quintana, Carlos Diaz "Caito".
- Intérprete: Angélica María.
- Musicalizador: Javier Ortega.
- Cenografia: Fausto Medina.
- Ambientação: Claudio Álvarez.
- Desenho de vestuário: Tino Cheschitz, Solange Alchourron.
- Chefa de partilha: Carmen Flores.
- Coordenação em foro: Carlos Soria Pulgar.
- Continuista: Xavier Piastro.
- Gerente administrativo: Jorge Arturo Calderón.
- Coordenador de locaciones: Arturo Romo Medina.
- Diretor de arte: Juan José Urbini.
- Edição: Claudio González.
- Chefa de produção: Beatriz Soria Pulgar.
- Coordenador de produção: José Luis León.
- Direcção de câmaras em locación: Luis Toledo.
- Direcção de cena em locación: Karina Duprez.
- Direcção de câmaras: Juan Carlos Frutos.
- Produtor sócio: Carlos Moreno Laguillo.
- Direcção: Lorenzo de Rodas.
- Produtor: Jorge Lozano Soriano.

## Prêmios e indicações

### Prêmio TVyNovelas 1997
| Categoria                | Indicado(a)       | Resultado |
| ------------------------ | ----------------- | --------- |
| Melhor atriz antagônica  | Ana Patricia Rojo | Indicada  |
| Melhor atriz principal   | Angélica María    | Vencedora |
| Melhor atriz coadjuvante | Mariana Levy      | Indicada  |
| Revelação masculina      | Sergio Catalán    | Vencedor  |